# Samostan Kylemore
Samostan Kylemore (irsko Mainistir na Coille Móire, angleško Kylemore Abbey) je benediktinski samostan, ustanovljen leta 1920, na temelju gradu Kylemore v Connemaru v grofiji Galway na Irskem. Samostan so ustanovile benediktinske nune, ki so med prvo svetovno vojno pobegnile iz Belgije. Zdaj je mati opatinja benediktinske skupnosti Marie Hickey.

## Zgodovina
Grad Kylemore je bil zgrajen kot zasebni dom za družino Mitchella Henryja, bogatega zdravnika iz Londona, katerega družina se je ukvarjala s tekstilno industrijo v Manchestru v Angliji. Z ženo Margaret sta se preselila na Irsko, ko sta kupila zemljo okoli opatije. Bil je  politik, poslanec v grofiji Galway od leta 1871 do 1885. Grad je zasnoval James Franklin Fuller, ki mu je pomagal Ussher Roberts. Graditi so ga začeli leta 1867, končan je bil čez štiri leta. Površina gradu je bila približno 3700 m², imel je več kot 70 prostorov z glavnim zidom, ki je bil debel dva do tri čevlje. Fasada meri 43 m in je  iz granita, ki ga je Dalkey prek morja pripeljal v Letterfrack, in iz apnenca, ki ga je pripeljal iz Ballinasla. Grad je imel 33 spalnic, 4 kopalnice, 4 dnevne sobe, plesno dvorano, biljardnico, knjižnico, studio, šolsko sobo, sobo za kadilce, orožarno in različne pisarne ter prostore za osebje (butlerje, kuharje, gospodinje in druge uslužbence). Druge stavbe so bile gotska cerkev in družinski mavzolej, v katerem so pokopani Margaret Henry, Mitchell Henry in nečakov sin.
Samostan je ostal Henryjeva posest tudi po vrnitvi v Anglijo. Leta 1908 ga je kupil vojvoda iz  Manchestra, ki je tam prebival več let, preden je bil prisiljen prodati hišo zaradi dolgov, ki si jih je nakopal pri igrah na srečo. Leta 1920 so ga kupile irske benediktinske nune, ko so bile med 1. svetovno vojno prisiljene pobegniti iz Ypresa v Belgiji, kjer so imele sedež nekaj sto let, a je bil bombardiran. Nune so še naprej izobraževale katoliška dekleta, odprle mednarodni internat in ustanovile dnevno šolo za dekleta iz kraja. Šola je izobraževala večino deklet iz Rinvyleja, Letterfracka skoraj stoletje, vendar so jo bile prisiljene zapreti junija 2010. 
Posestvo ima velike obzidane viktorijanske vrtove. Od sedemdesetih let so bili odprti za javne oglede in sprehode v naravi. Benediktinska skupnost je obnovila samostanske vrtove in cerkev z donacijami in s pomočjo lokalnih obrtnikov, da bi bilo posestvo samozadostno.

## Stavba in vrt

### Samostanska stavba
Glavna vhodna dvorana opatije in tri sosednje sobe so bile obnovljene in odprte za javnost. V preostalem delu opatije so nune, še prej pa so bili tu študentje interneta. Zunanjost opatije je iz granita, na sprednji strani je zvonik. Včasih so bile štiri vhodne dvorane, danes sta samo dve, notranja in zunanja. Hrastov parket v obeh dvoranah je izviren. Vojvodinja iz Manchestra je imela steno v zunanji dvorani pokrito z jakobinskim hrastom.
V notranji dvorani je lepo hrastovo stopnišče. Na levi strani risarske sobe je zastava Ramilliesa, ki prikazuje harfo. Irska brigada je zastavo rešila v bitki pri Ramilliesu leta 1706 in jo predala nunam v hrambo. Od takrat je v njihovi lasti. Prek treh nadstropij je galerija, ki so jo Henryjevi uporabljali za sprejeme in koncerte. Hrastov opaž je še vedno ohranjen v izvirniku.
V zgornjem delu sobe je galerija s slikami družine Henry. Risarska soba je bila ena od sprejemnic, ki so jo uporabljale nune kot čitalnico. Oprema sobe sega v čas prenove leta 1993. Skupno sobo so sestavljali zajtrkovalnica in jutranji prostori. V jedilnici visijo portreti kralja Jakoba II., v njej sta tudi star porcelan in dekanter družine Henry.

### Cerkev
Neogotska cerkev ima obliko miniaturne stolnice s kripto in angelskimi bruhalniki. V notranjosti je cerkev obložena z marmorjem iz Connemare. Ker je bila cerkev zaradi dolgih obdobij erozije v zelo slabem stanju, so jo leta 1991 začeli obnavljati. Financiranje je zagotovil Evropski sklad za regionalni razvoj z bančnimi posojili in donacijami. 28. aprila 1995 je irska predsednica Mary Robinson ponovno odprla cerkev. Uspešna obnova je bila nagrajena (AIB Better Ireland Heritage).
Leta 2013 je bila zgradba, ki se je prej uporabljala kot gimnazija, preoblikovana v samostansko benediktinsko cerkev blizu središča za obiskovalce.
- Neogotska cerkev samostana Kylemore
- Notranjost
- Oltar benediktinske cerkve
- Mavzolej Margarete Henry

### Vrt
Viktorijanski obzidan vrt, ki je nastal v istem času kot grad in ga je zasnoval James Garnier, je 1,6 km od opatije. Velik je 3,4 hektarja, od katerih sta 2,4 ha obdana z opeko in apnenčastim zidom. V času družine Henry ni imel samo okrasne naloge, ampak je bil tudi sadni in kuhinjski vrt. Po letu 1903, ko je bil prodan, se je vrt zarasel, cvetel je med letoma 1920 in 1940 še enkrat in končno podivjal, tako da so ostali le temelji prvotnih 21 rastlinjakov severne strani. Šele leta 2000 je bil vrt obnovljen in ponovno odprt na pobudo nun. Prav tako sta bila obnovljena dva rastlinjaka. Skozi vrt teče majhen potok, ki ločuje zeliščni in zelenjavni vrt. Obisk v vrtu in vožnja z avtobusom do vrta so vključeni v ogled gradu.